# Pierre Brandebourg

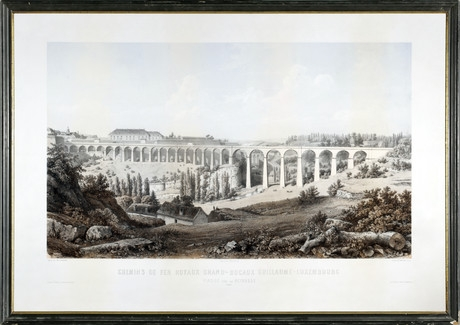
Pierre Brandebourg: Viaduc de Luxembourg, litografie, asi 1861

Pierre Paul Brandebourg nebo Peter Brandenbourg (25. července 1824 Lucemburk – 23. května 1878) byl lucemburský malíř a portrétní fotograf, pořizoval však také záběry na město. Byl prvním, kdo otevřel v Lucemburku vlastní fotografické studio.

## Život a dílo
Narodil se Charlesi Brandebourgovi, zahradníkovi a Anně Lambertové. Po absolvování vysoké školy na lucemburské Athénée nejdříve studoval u lucemburského malíře Jeana-Baptista Freseze. Pak studoval umění na akademiích v Paříži, Antverpách a Mnichově. Po návratu do Lucemburku 4. května 1850 se oženil s Catherine Kranenwitterovou z Rollingergrundu.
Jejich syn Charles (Carl) (1851–1906) a také jejich vnuk Emile, pokračovali v jejich stopách a v Lucemburku pracovali jako fotografové.
Ačkoliv byl Brandebourg uznáván jako schopný umělec se svými obrazy mužů v práci a výjevů z přístavu v Antverpách nebo lucemburských továren na ocel, měl potíže se sám uměním uživit. Začal se proto věnovat fotografii a otevřel si v Lucemburku první fotografický ateliér na Rybím trhu. Díky své pečlivé kompozici a osvětlení portrétů, které označoval jako chez Brandebourg se stala jeho práce velmi populární. Brandebourg pořídil také řadu fotografií rozvíjejícího se průmyslu v Lucembursku v 60. letech 19. století.
Zemřel v roce 1878 ve svém domě v ulici Amélie v Lucemburku. Většina z jeho malovaných obrazů a fotografií je v soukromém vlastnictví. Některé jsou také uloženy ve veřejně přístupných archivech Lucemburské Photothèque. Jeho fotografickou živnost převzal Charles Bernhoeft.